# Jastrowie
Jastrowie é um município da Polônia, na voivodia da Grande Polônia e no condado de Złotów. Estende-se por uma área de 72,30 km², com 8 671 habitantes, segundo os censos de 2016, com uma densidade de 119,9 hab/km².